# Municipio de Columbia (condado de Van Buren)
El municipio de Columbia (en inglés: Columbia Township) es un municipio ubicado en el condado de Van Buren en el estado estadounidense de Míchigan. En el año 2010 tenía una población de 2588 habitantes y una densidad poblacional de 28,22 personas por km².

## Geografía
El municipio de Columbia se encuentra ubicado en las coordenadas 42°22′38″N 86°3′15″O / 42.37722, -86.05417. Según la Oficina del Censo de los Estados Unidos, el municipio tiene una superficie total de 91.72 km², de la cual 87,82 km² corresponden a tierra firme y (4,25 %) 3,9 km² es agua.

## Demografía
Según el censo de 2010, había 2588 personas residiendo en el municipio de Columbia. La densidad de población era de 28,22 hab./km². De los 2588 habitantes, el municipio de Columbia estaba compuesto por el 85,59 % blancos, el 2,63 % eran afroamericanos, el 1,24 % eran amerindios, el 0,08 % eran asiáticos, el 8,42 % eran de otras razas y el 2,05 % eran de una mezcla de razas. Del total de la población el 14,37 % eran hispanos o latinos de cualquier raza.